# Parafia św. Karola Boromeusza w Koszarawie
Parafia pw. Świętego Karola Boromeusza w Koszarawie – parafia rzymskokatolicka znajdująca się w Koszarawie. Należy do dekanatu Jeleśnia diecezji bielsko-żywieckiej. Erygowana w 1824.